# Němčice (district de Strakonice)
Pour les articles homonymes, voir Němčice.
Němčice (en allemand : Niemtschitz) est une commune du district de Strakonice, dans la région de Bohême-du-Sud, en République tchèque. Sa population s'élevait à 107 habitants en 2020.

## Géographie
Němčice se trouve à 12 km au sud-ouest de Strakonice, à 56 km au nord-ouest de České Budějovice et à 109 km au sud-sud-ouest de Prague.
La commune est limitée par Hoslovice à l'ouest et au nord, par Zahorčice et Nihošovice à l'est, et par Čestice au sud.

## Histoire
La première mention écrite du village date de 1204.